# Métropole Lausanne
 (janvier 2012).
Si vous disposez d'ouvrages ou d'articles de référence ou si vous connaissez des sites web de qualité traitant du thème abordé ici, merci de compléter l'article en donnant les références utiles à sa vérifiabilité et en les liant à la section « Notes et références ».
Métropole Lausanne est un centre commercial situé dans le centre-ville de Lausanne en Suisse. 
Le centre est situé en plein centre-ville, est desservi par plusieurs lignes de bus et propose 209 places de parking. Il compte une cinquantaine de commerces dont un hypermarché Migros. C'est le plus grand centre commercial de la région lausannoise[réf. nécessaire].

## Histoire
Il a été inauguré en deux étapes en 1988 et 1991. Il a ensuite été transformé entre 2007 et 2009. 
Ces dates parlent de la modification et de l'intégration de la Migros dans le centre Métropole !
En réalité Le centre Métropole a été construit en 1928 , et la Tour Bel-Air qui le surmonte a été terminée en 1934 . Cette partie du bâtiment n'a jamais été rénovée . C'était le plus haut gratte-ciel de Suisse à l'époque (68m) . Dans la tour se trouvent une salle de spectacle, Le métropole, classée monument historique, des commerces et des bureaux.
La salle de spectacle a été le lieu d'hébergement du ballet Béjart .